# Magdalena Konopka
Magdalena Konopka (* 28. Juni 1991 in Knurów, Woiwodschaft Schlesien) ist eine polnische Fußballspielerin.

## Karriere
Konopka startete ihre Karriere 2002 beim LKS Tempo Paniówki. Im Sommer 2005 verließ sie ihren Heimatverein und wechselte in die Jugendmannschaft des KKS Zabrze. Nach drei Jahren in den Jugendmannschaften von Zabrze rückte sie 2008 in die Seniorenmannschaft auf und stieg in ihrer ersten Seniorensaison für KKS Zabrze, aus der zweitklassigen II liga in die höchste polnische Liga auf. Konopka spielte mit KKS Zabrze die Saison 2009/10 in der I liga, bevor man nach der Saison als Elfter wieder in die zweitklassige II liga abstieg.
Beim KKS Zabrze reifte sie zur Nationalspielerin und absolvierte im Januar 2014 ein Probetraining beim deutschen Zweitligisten SC 13 Bad Neuenahr. Nach dem erfolgreichen Probetraining und bestandenem sportmedizinischen Test, unterschrieb sie im Februar 2014 einen Vertrag in Bad Neuenahr. Konopka spielte für den SC 13 Bad Neuenahr lediglich 3 Spiele in der 2. Fußball-Bundesliga der Frauen. Sie stieg am Ende der Saison mit dem Bad Neuenahr in die Regionalliga Südwest ab, woraufhin sie im Juli 2014 zum KKS Zabrze zurückkehrte.

### Nationalmannschaft
Konopka steht seit 2012 im erweiterten Kader für die polnische Fußballnationalmannschaft der Frauen.